# Lam Ateuk
Lam Ateuk is een bestuurslaag in het regentschap Aceh Besar van de provincie Atjeh, Indonesië. Lam Ateuk telt 445 inwoners (volkstelling 2010).